# FireKeepers Casino 400 2024
La FireKeepers Casino 400 è la 24ª gara delle NASCAR Cup Series 2024, disputata il 18 agosto 2024 presso il Michigan International Speedway di Brooklyn, in Michigan (Stati Uniti). La gara, che ha avuto luogo in un ovale D-shaped lungo 2 miglia, ha preso avvio (come da programma) il 18 agosto 2024, per poi essere stata sospesa dalla direzione di gara causa maltempo dopo la disputa di 51 giri dei 200 giri previsti. La gara è stata ripresa il giorno successivo.
Ad aggiudicarsi la gara è stato Tyler Reddick (23XI Racing - Toyota), seguito da William Byron (Hendrick Motorsports - Chevrolet) e da Ty Gibbs (Joe Gibbs Racing - Toyota). Kyle Busch e Brad Keselowski hanno completato la Top-5, mentre in Top-10 sono finiti Chris Buescher, Zane Smith, Daniel Suárez, Denny Hamlin e Carson Hocevar.
Il montepremi complessivo dell'evento è stato di 7.902.750 dollari.

## Resoconto

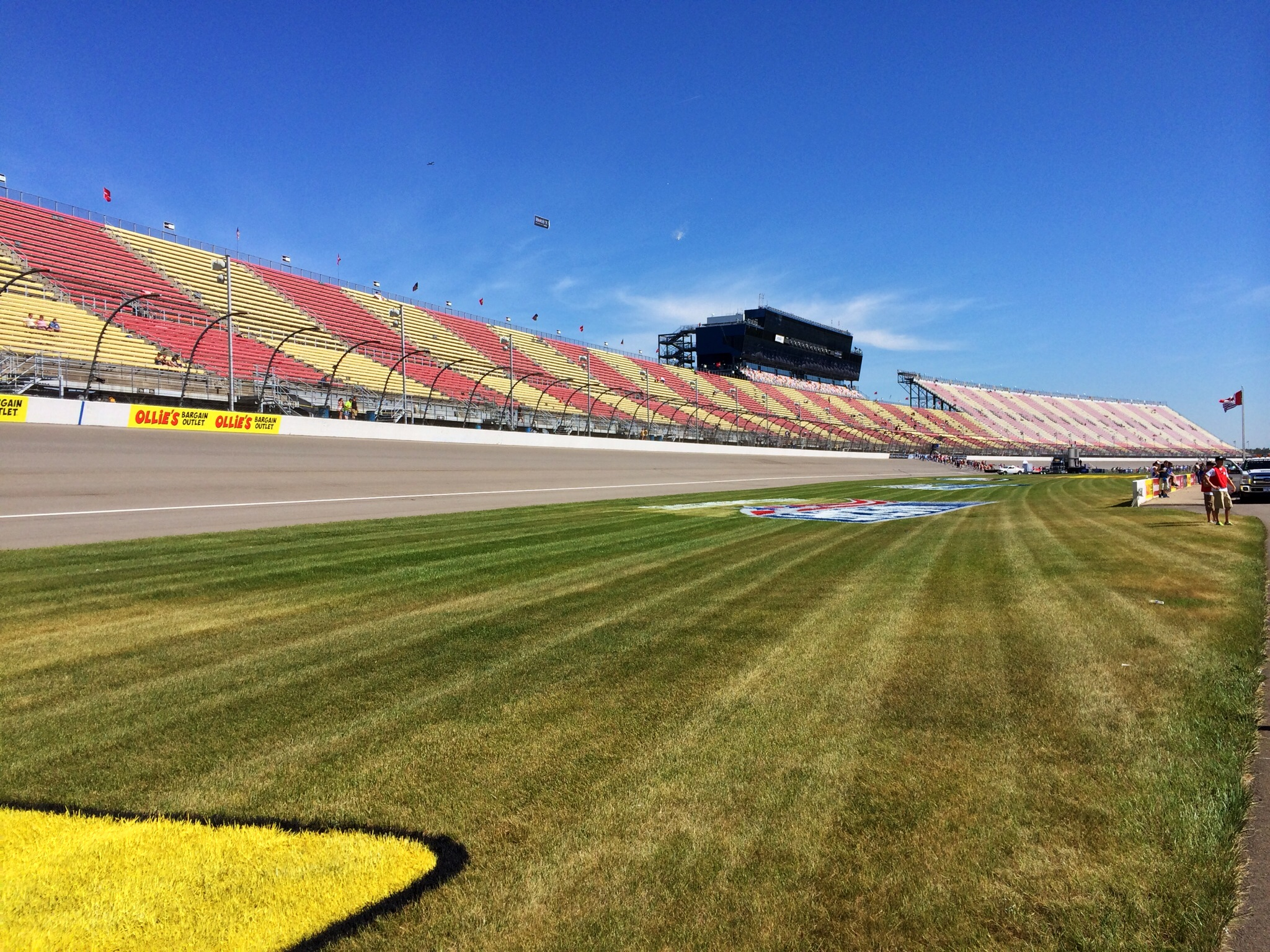
Una vista del Michigan International Speedway, il tracciato protagonista della FireKeepers 400 del 2024.

### La pista
Il Michigan International Speedway (MIS) è un ovale D-shaped lungo 2 miglia (con un banking relativamente modesto rispetto agli altri ovali dove corrono le stock car) che si trova a Brooklyn, in Michigan. Il tracciato viene considerato come fortemente legato (un sister track) al Texas Motor Speedway di Fort Worth (in Texas), essendo quest'ultimo stato un modello quando il MIS è stato modificato nei primi anni 2000 (diventando poi da modello a sua volta per l'Auto Club Speedway di Fontana, in California). Fino al 2019 il tracciato era di proprietà della International Speedway Corporation, per passare direttamente in mano alla NASCAR dopo la sua dissoluzione.

### Il contesto
Il 13 agosto 2024 la Goodyear, fornitrice ufficiale degli pneumatici per le NASCAR Cup Series, ha comunicato per il weekend di gara fornirà ad ogni squadra 8 treni di gomme: 1 da usare nella sessione di prove libere, 1 da usare in qualifica e 7 per la gara (6 nuovi più quello già usato per le qualifiche).
A partire da questa gara, la NASCAR ha autorizzato ogni team ad installare nelle proprie auto un sistema composto da un ammortizzatore (attivato dall'esterno con aria compressa) in grado di sollevare le macchine di 2-3 pollici. Lo scopo è quello di farle riportare più velocemente in pit lane dai mezzi di soccorso (senza la necessità di sollevarle completamente da terra) nel caso in cui le stesse siano bloccate con le ruote posteriori a terra.
Con sole tre gare da disputare prima dei playoffs, la FireKeepers 400 è stata importante per i destini dei piloti che si contendevano il titolo della regular season e l'accesso alla fase finale.
Per quanto riguarda la lotta per il titolo della regular season, in 21 punti c'erano ben 4 piloti diversi: in testa alla classifica piloti si trovava Kyle Larson (Hendrick Motorsports), seguito con un distacco di 5 punti da Tyler Reddick (23XI Racing) e di 6 punti dal compagno di squadra di Larson Chase Elliott, scavalcato quest'ultimo proprio da Reddick nella gara precedente (Reddick era in striscia positiva di piazzamenti nella Top-10 da sei gare consecutive, ottenendo lo stesso risultato in 9 delle ultime 10 gare); a 21 punti di distacco si trovava Denny Hamlin (Joe Gibbs Racing).
La vittoria di Austin Dillon nella gara precedente è stata giudicata non regolare dagli ufficiali di gara della NASCAR, punendolo non solo con 25 punti di penalità nella classifica piloti, ma anche con il non considerare la sua vittoria ai fini della qualifica ai playoffs (in caso contrario sarebbe stata automatica). Dillon e la sua squadra hanno proposto appello alla decisione della NASCAR, ma nel frattempo la sanzione rimetteva in gioco quattro posti rimanenti per la fase finale delle Cup Series. Per il fatto che la vittoria garantisce il posto automatico nei playoffs, rimanendo tre gare da disputare almeno uno dei quattro posti rimanenti veniva sicuramente assegnato al pilota con il punteggio più alto sopra la linea del taglio playoffs. Il meglio posizionato prima della gara era Martin Truex Jr. (Joe Gibbs Racing; 13° in classifica piloti e a +78 punti sopra il taglio), seguito dal suo compagno di squadra Ty Gibbs (14°, +18 punti), da Bubba Wallace (23XI Racing; 15°, +3 punti) e da Chris Buescher (RFK Racing; 16°, +0). Al di sotto della linea del taglio c'era Ross Chastain (Trackhouse Racing; Chastain aveva lo stesso punteggio di Buescher ma era 17° in classifica per i criteri di spareggio tra i piloti) e Chase Briscoe (Stewart-Haas Racing, 18° a -99 punti dietro Buescher).

### Partecipanti
| Nº                           | Pilota                 | Team                     | Costruttore |
| ---------------------------- | ---------------------- | ------------------------ | ----------- |
| 1                            | Ross Chastain          | Trackhouse Racing        | Chevrolet   |
| 2                            | Austin Cindric         | Team Penske              | Ford        |
| 3                            | Austin Dillon          | Richard Childress Racing | Chevrolet   |
| 4                            | Josh Berry (R)         | Stewart–Haas Racing      | Ford        |
| 5                            | Kyle Larson            | Hendrick Motorsports     | Chevrolet   |
| 6                            | Brad Keselowski        | RFK Racing               | Ford        |
| 7                            | Corey LaJoie           | Spire Motorsports        | Chevrolet   |
| 8                            | Kyle Busch             | Richard Childress Racing | Chevrolet   |
| 9                            | Chase Elliott          | Hendrick Motorsports     | Chevrolet   |
| 10                           | Noah Gragson           | Stewart–Haas Racing      | Ford        |
| 11                           | Denny Hamlin           | Joe Gibbs Racing         | Toyota      |
| 12                           | Ryan Blaney            | Team Penske              | Ford        |
| 14                           | Chase Briscoe          | Stewart–Haas Racing      | Ford        |
| 15                           | Cody Ware              | Rick Ware Racing         | Ford        |
| 16                           | A. J. Allmendinger (i) | Kaulig Racing            | Chevrolet   |
| 17                           | Chris Buescher         | RFK Racing               | Ford        |
| 19                           | Martin Truex Jr.       | Joe Gibbs Racing         | Toyota      |
| 20                           | Christopher Bell       | Joe Gibbs Racing         | Toyota      |
| 21                           | Harrison Burton        | Wood Brothers Racing     | Ford        |
| 22                           | Joey Logano            | Team Penske              | Ford        |
| 23                           | Bubba Wallace          | 23XI Racing              | Toyota      |
| 24                           | William Byron          | Hendrick Motorsports     | Chevrolet   |
| 31                           | Daniel Hemric          | Kaulig Racing            | Chevrolet   |
| 34                           | Michael McDowell       | Front Row Motorsports    | Ford        |
| 38                           | Todd Gilliland         | Front Row Motorsports    | Ford        |
| 41                           | Ryan Preece            | Stewart–Haas Racing      | Ford        |
| 42                           | John Hunter Nemechek   | Legacy Motor Club        | Toyota      |
| 43                           | Erik Jones             | Legacy Motor Club        | Toyota      |
| 45                           | Tyler Reddick          | 23XI Racing              | Toyota      |
| 47                           | Ricky Stenhouse Jr.    | JTG Daugherty Racing     | Chevrolet   |
| 48                           | Alex Bowman            | Hendrick Motorsports     | Chevrolet   |
| 51                           | Justin Haley           | Rick Ware Racing         | Ford        |
| 54                           | Ty Gibbs               | Joe Gibbs Racing         | Toyota      |
| 71                           | Zane Smith (R)         | Spire Motorsports        | Chevrolet   |
| 77                           | Carson Hochevar (R)    | Spire Motorsports        | Chevrolet   |
| 99                           | Daniel Suárez          | Trackhouse Racing        | Chevrolet   |
| Lista ufficiale partecipanti |                        |                          |             |

Legenda
     (i) Pilota non idoneo ad accumulare punti nella classifica piloti.
     (R) Pilota al 1º anno di partecipazione nelle NASCAR Cup Series (rookie).

## Prove libere

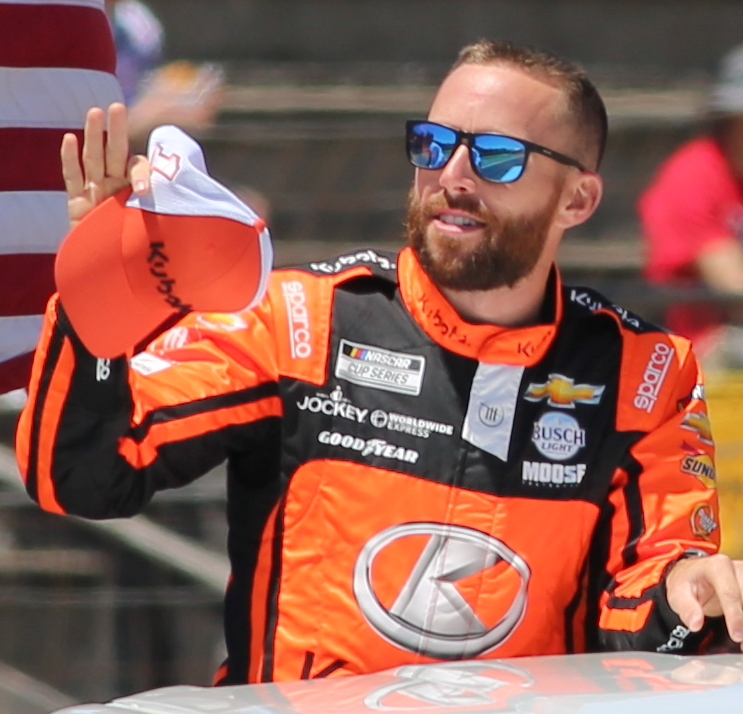
Ross Chastain, il pilota più veloce nelle prove libere della FireKeepers 400 2024.

Ross Chastain (Trackhouse Racing) è stato il pilota più veloce durante le prove libere, con un tempo di 37.441 secondi ad una velocità di 192.303 mph. La sessione di prove libere è stata prima posticipata, poi interrotta due volte per pioggia. La direzione di gara ha quindi deciso di cancellarla definitivamente.

### Risultati
| Pos                              | Nº | Pilota           | Team                 | Costruttore | Tempo  | Velocità |
| -------------------------------- | -- | ---------------- | -------------------- | ----------- | ------ | -------- |
| 1                                | 1  | Ross Chastain    | Trackhouse Racing    | Chevrolet   | 37.441 | 192.303  |
| 2                                | 19 | Martin Truex Jr. | Joe Gibbs Racing     | Toyota      | 37.464 | 192.184  |
| 3                                | 5  | Kyle Larson      | Hendrick Motorsports | Chevrolet   | 37.477 | 192.179  |
| Risultati ufficiali prove libere |    |                  |                      |             |        |          |

## Qualifiche

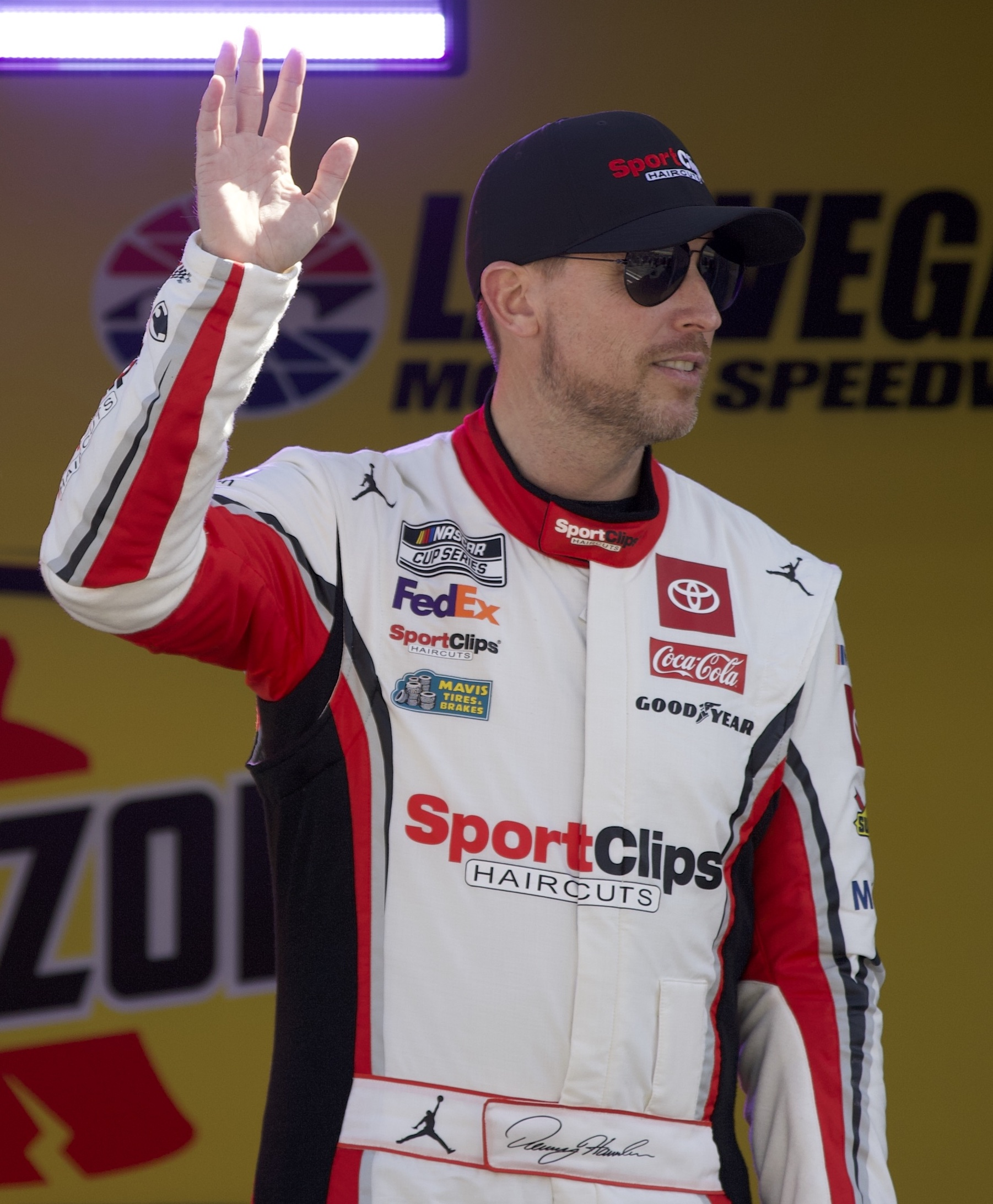
Denny Hamlin, che ha ottenuto la pole position nella FireKeepers 400 2024.

A causa delle pessime condizioni meteo sul circuito, la griglia di partenza è stata decisa sulla base delle regole stabilite dalla NASCAR nel periodo della pandemia di COVID-19, entrate a far parte del regolamento ufficiale in maniera stabile (ogni pilota ha un punteggio determinato sulla base della gara precedente, oltre ad altri fattori). Denny Hamlin (Joe Gibbs Racing) ha ottenuto la pole position con un punteggio di 2550 punti.

### Risultati
| Pos                            | Nº | Pilota                 | Team                     | Costruttore |
| ------------------------------ | -- | ---------------------- | ------------------------ | ----------- |
| 1                              | 11 | Denny Hamlin           | Joe Gibbs Racing         | Toyota      |
| 2                              | 45 | Tyler Reddick          | 23XI Racing              | Toyota      |
| 3                              | 20 | Christopher Bell       | Joe Gibbs Racing         | Toyota      |
| 4                              | 5  | Kyle Larson            | Hendrick Motorsports     | Chevrolet   |
| 5                              | 23 | Bubba Wallace          | 23XI Racing              | Toyota      |
| 6                              | 9  | Chase Elliott          | Hendrick Motorsports     | Chevrolet   |
| 7                              | 1  | Ross Chastain          | Trackhouse Racing        | Chevrolet   |
| 8                              | 12 | Ryan Blaney            | Team Penske              | Ford        |
| 9                              | 24 | William Byron          | Hendrick Motorsports     | Chevrolet   |
| 10                             | 3  | Austin Dillon          | Richard Childress Racing | Chevrolet   |
| 11                             | 77 | Carson Hochevar (R)    | Spire Motorsports        | Chevrolet   |
| 12                             | 99 | Daniel Suárez          | Trackhouse Racing        | Chevrolet   |
| 13                             | 8  | Kyle Busch             | Richard Childress Racing | Chevrolet   |
| 14                             | 22 | Joey Logano            | Team Penske              | Ford        |
| 15                             | 6  | Brad Keselowski        | RFK Racing               | Ford        |
| 16                             | 4  | Josh Berry (R)         | Stewart–Haas Racing      | Ford        |
| 17                             | 34 | Michael McDowell       | Front Row Motorsports    | Ford        |
| 18                             | 17 | Chris Buescher         | RFK Racing               | Ford        |
| 19                             | 54 | Ty Gibbs               | Joe Gibbs Racing         | Toyota      |
| 20                             | 38 | Todd Gilliland         | Front Row Motorsports    | Ford        |
| 21                             | 14 | Chase Briscoe          | Stewart–Haas Racing      | Ford        |
| 22                             | 48 | Alex Bowman            | Hendrick Motorsports     | Chevrolet   |
| 23                             | 2  | Austin Cindric         | Team Penske              | Ford        |
| 24                             | 19 | Martin Truex Jr.       | Joe Gibbs Racing         | Toyota      |
| 25                             | 10 | Noah Gragson           | Stewart–Haas Racing      | Ford        |
| 26                             | 41 | Ryan Preece            | Stewart–Haas Racing      | Ford        |
| 27                             | 71 | Zane Smith (R)         | Spire Motorsports        | Chevrolet   |
| 28                             | 43 | Erik Jones             | Legacy Motor Club        | Toyota      |
| 29                             | 51 | Justin Haley           | Rick Ware Racing         | Ford        |
| 30                             | 47 | Ricky Stenhouse Jr.    | JTG Daugherty Racing     | Chevrolet   |
| 31                             | 7  | Corey LaJoie           | Spire Motorsports        | Chevrolet   |
| 32                             | 31 | Daniel Hemric          | Kaulig Racing            | Chevrolet   |
| 33                             | 42 | John Hunter Nemechek   | Legacy Motor Club        | Toyota      |
| 34                             | 21 | Harrison Burton        | Wood Brothers Racing     | Ford        |
| 35                             | 16 | A. J. Allmendinger (i) | Kaulig Racing            | Chevrolet   |
| 36                             | 15 | Cody Ware              | Rick Ware Racing         | Ford        |
| Risultati ufficiali qualifiche |    |                        |                          |             |

## Gara

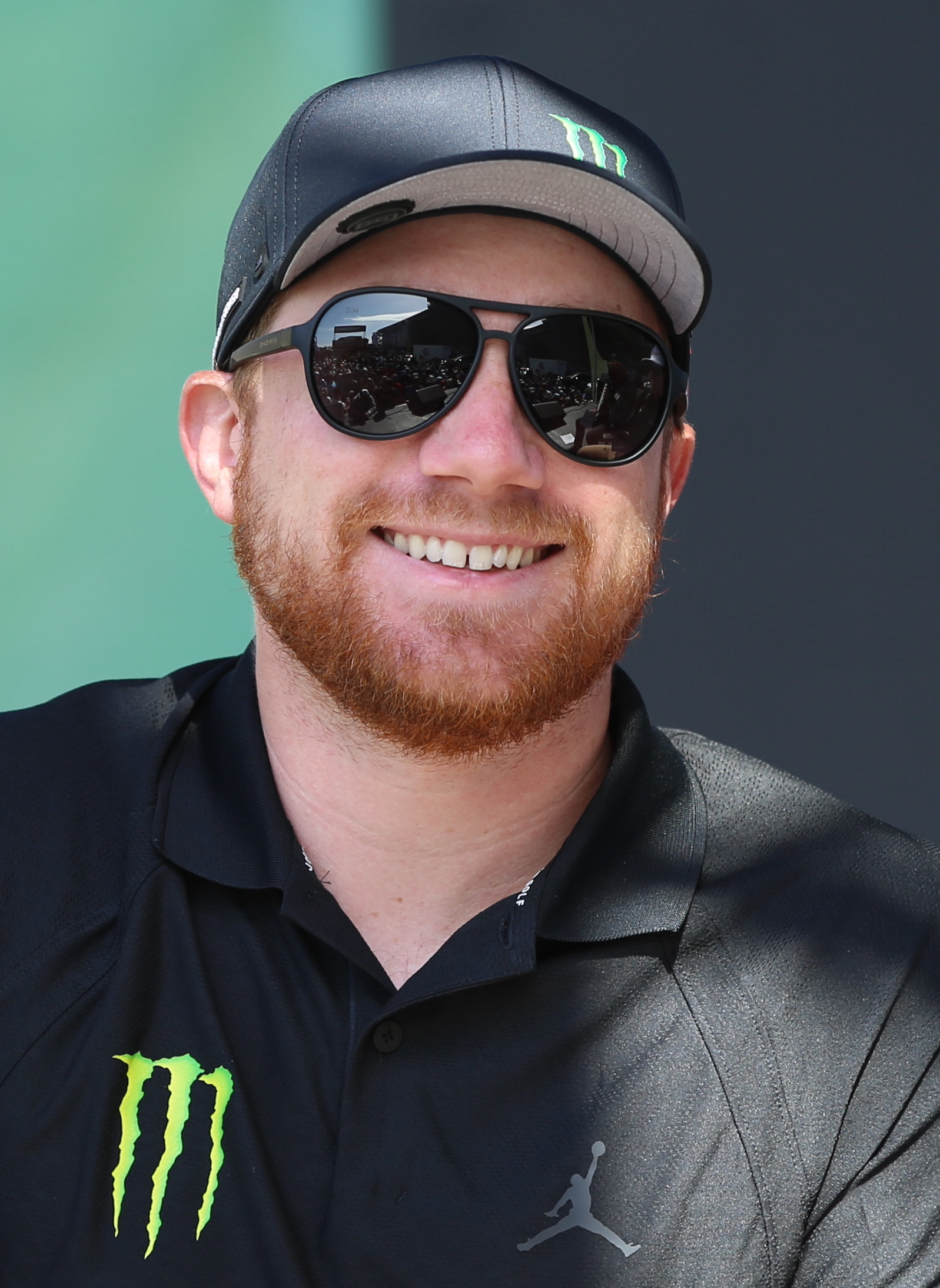
Tyler Reddick, il vincitore della FireKeepers 400 2024.

Il maltempo, che già non aveva consentito la realizzazione delle qualifiche nel giorno precedente, ha notevolmente condizionato anche la gara. Ad un giro dalla bandiera verde, gli ufficiali di gara sospendono immediatamente la partenza per pioggia. La partenza, programmata inizialmente per le 14:00, viene rinviata alle 17:00, con l'obiettivo di far completare almeno 100 dei 200 giri previsti (rendendo possibile in tal modo, per regolamento, la convalida del risultato). Tuttavia il completamento della gara è a rischio, anche perché il circuito non dispone di un impianto di illuminazione, rendendo impossibile una sua prosecuzione in orario serale.
Nella prima parte della Stage 1 è la n. 5 di Kyle Larson a tenere saldamente la testa della corsa, che viene però sospesa al giro 39 per l'uscita di pista della n. 11 di Denny Hamlin, che sbanda sull'erba ma riesce a riprendere il controllo e ritorna in pista. Alla ripartenza, con 3 giri da completare per la Stage 1, è la n. 12 di Ryan Blaney in testa, seguito dalla n. 9 di Chase Elliott e dalla n. 24 di William Byron; Blaney mantiene la testa della corsa e si aggiudica la Stage 1.
Al giro 52, subito dopo una tornata di pit stop in attesa della ripartenza per l'inizio della Stage 2, la direzione di gara interrompe nuovamente la contesa per pioggia congelando le posizioni dei piloti. Finito il maltempo, le operazioni di asciugatura della pista procedono con l'obiettivo di ridare bandiera verde entro le 19:30 per far arrivare la gara almeno ai 100 giri completati. Ma alle 18:10 arriva la decisione definitiva della NASCAR di rimandare la gara al giorno successivo, con il segnale di accensione motori fissato alle 11:00.
Con condizioni meteo nettamente migliori, la gara riprende regolarmente con la disputa della Stage 2 al giro 120. In regime di green flag i vari piloti si avvicendano nei pit stop, il primo dei quali è Tyler Reddick insieme a Bubba Wallace. Alla testa della gara si avvicendano Kyle Busch, Martin Truex Jr. e Joey Logano che, dopo la sua sosta, ritorna in pista ma una delle sue gomme cede, costringendo i commissari di gara a chiamare la caution al giro 109. La maggior parte dei piloti rientrano ai box per montare gomme nuove in vista degli ultimi cinque giri della Stage 2: in testa c'è Ross Chastain, seguito da Busch e Ty Gibbs (tutti e tre senza aver effettuato la sosta). Al giro 117 Busch scavalca Chastain ma la n. 5 di Larson perde il controllo mente tenta un sorpasso e nell'incidente sono coinvolti (tra gli altri) Wallace, Briscoe, Buescher, Cristopher Bell, Gilliland e Logano. La Stage 2 non può che concludersi in regime di caution: primo a tagliare il traguardo è Kyle Busch, secondo Chastain e terzo Ty Gibbs. Gilliland, Bell, Larson e Logano sono costretti al ritiro.
Al giro 123 riapre la pit lane, ma la maggior parte dei piloti decide di rimanere in pista con lo scopo di conservare la propria posizione e al giro 125 inizia la Final Stage, con 74 giri da disputare. Al giro 136, lungo il secondo rettilineo, Corey LaJoie perde il controllo della sua Chevrolet n. 7, che impenna pericolosamente e si capovolge per ben due volte, per poi finire la sua corsa sull'erba (il pilota non ha conseguenze dallo spaventoso incidente). Con la nuova caution si congela la graduatoria: in prima posizione c'è William Byron, seguito dal giovane Ty Gibbs e dalla Ford dell'esperto Brad Keselowski, seguito a sua volta da Kyle Busch e da Ryan Blaney. Al giro 151 passa al comando Chase Elliott, che però dieci giri dopo viene superato dalla n. 45 di Tyler Reddick, con tutti i piloti e le squadre coinvolti nel gioco delle soste. Ai -30 è Kyle Busch a mantenere la testa della gara virtuale, perché il messicano Suárez deve ancora fermarsi. Al giro 177 Tyler Reddick supera Busch e si porta al comando tra i piloti che hanno effettuato l'ultima sosta: è il sorpasso decisivo. La n. 4 di Berry cerca di resistere in testa, ma al giro 189 è costretta a tornare in pit lane, lasciando Reddick il comando della gara non più solo virtuale, con 1.9 secondi di vantaggio su Byron.
Ma al giro 195 arriva una nuova caution, perché Truex Jr. in curva 4 sbatte contro il muro e la sua auto rallenta pericolosamente. Al giro 200 la gara riparte in regime di overtime. Alla ripartenza Reddick precede Byron, Gibbs, Keselowski, Busch ed Elliott; tuttavia la n. 1 di Chastain sbanda e perde il controllo, facendo interrompere subito il primo tentativo di overtime. Al comando passa in testa Byron, che aveva superato Reddick prima dell'esposizione della bandiera gialla. Al giro 205 viene esposta la bandiera verde e la gara riparte per gli ultimi due giri decisivi: alla ripartenza Reddick brucia Byron, resiste in testa e vince la gara, preceduto dalla n. 24 di quest'ultimo e dalla n. 54 di Gibbs. Completano la Top-5 la n. 8 di Kyle Busch e la n. 6 di Brad Keselowski.
Il vincitore della gara, Tyler Reddick, non solo ha ottenuto la sua seconda vittoria stagionale (dopo la GEICO 500) ma è anche balzato al comando della classifica piloti per la prima volta nella sua carriera. A due gare dalla conclusione della regular season, Reddick poteva contare su un vantaggio di 10 punti sul secondo, Chase Elliott. In terza posizione si portava Denny Hamlin (a -28 punti su Reddick) grazie al suo 9º posto in rimonta (dopo il suo testa coda ad inizio gara). Kyle Larson, rimasto al comando della classifica per ben 14 settimane consecutive in questa edizione delle Cup Series, a causa della sua uscita di scena è sceso al 4º posto a -32 punti su Reddick).
Anche la lotta per l'accesso ai playoffs rimaneva ancora aperta: dopo la gara dentro la Top-16 c'erano Chris Buescher, Ross Chastain e Bubba Wallace.

### Risultati

#### RisultatiStage
Stage 1
Giri: 45
| Pos                         | Nº | Pilota           | Squadra                  | Costruttore | Punti |
| --------------------------- | -- | ---------------- | ------------------------ | ----------- | ----- |
| 1                           | 12 | Ryan Blaney      | Team Penske              | Ford        | 10    |
| 2                           | 9  | Chase Elliott    | Hendrick Motorsports     | Chevrolet   | 9     |
| 3                           | 24 | William Byron    | Hendrick Motorsports     | Chevrolet   | 8     |
| 4                           | 23 | Bubba Wallace    | 23XI Racing              | Toyota      | 7     |
| 5                           | 17 | Chris Buescher   | RFK Racing               | Ford        | 6     |
| 6                           | 8  | Kyle Busch       | Richard Childress Racing | Chevrolet   | 5     |
| 7                           | 6  | Brad Keselowski  | RFK Racing               | Ford        | 4     |
| 8                           | 19 | Martin Truex Jr. | Joe Gibbs Racing         | Toyota      | 3     |
| 9                           | 48 | Alex Bowman      | Hendrick Motorsports     | Chevrolet   | 2     |
| 10                          | 1  | Ross Chastain    | Trackhouse Racing        | Chevrolet   | 1     |
| Risultati ufficiali Stage 1 |    |                  |                          |             |       |

Stage 2
Giri: 75
| Pos                         | Nº | Pilota           | Squadra                  | Costruttore | Punti |
| --------------------------- | -- | ---------------- | ------------------------ | ----------- | ----- |
| 1                           | 8  | Kyle Busch       | Richard Childress Racing | Chevrolet   | 10    |
| 2                           | 1  | Ross Chastain    | Trackhouse Racing        | Chevrolet   | 9     |
| 3                           | 54 | Ty Gibbs         | Joe Gibbs Racing         | Toyota      | 8     |
| 4                           | 24 | William Byron    | Hendrick Motorsports     | Chevrolet   | 7     |
| 5                           | 3  | Austin Dillon    | Richard Childress Racing | Chevrolet   | 6     |
| 6                           | 6  | Brad Keselowski  | RFK Racing               | Ford        | 5     |
| 7                           | 19 | Martin Truex Jr. | Joe Gibbs Racing         | Toyota      | 4     |
| 8                           | 43 | Erik Jones       | Legacy Motor Club        | Toyota      | 3     |
| 9                           | 12 | Ryan Blaney      | Team Penske              | Ford        | 2     |
| 10                          | 15 | Cody Ware        | Rick Ware Racing         | Ford        | 1     |
| Risultati ufficiali Stage 2 |    |                  |                          |             |       |

#### Final Stage
Stage 3
Giri: 80
| Pos                      | Nº | Pilota                 | Team                     | Costruttore | Giri | Punti |
| ------------------------ | -- | ---------------------- | ------------------------ | ----------- | ---- | ----- |
| 1                        | 45 | Tyler Reddick          | 23XI Racing              | Toyota      | 206  | 40    |
| 2                        | 24 | William Byron          | Hendrick Motorsports     | Chevrolet   | 206  | 50    |
| 3                        | 54 | Ty Gibbs               | Joe Gibbs Racing         | Toyota      | 206  | 42    |
| 4                        | 8  | Kyle Busch             | Richard Childress Racing | Chevrolet   | 206  | 48    |
| 5                        | 6  | Brad Keselowski        | RFK Racing               | Ford        | 206  | 41    |
| 6                        | 17 | Chris Buescher         | RFK Racing               | Ford        | 206  | 37    |
| 7                        | 71 | Zane Smith (R)         | Spire Motorsports        | Chevrolet   | 206  | 30    |
| 8                        | 99 | Daniel Suárez          | Trackhouse Racing        | Chevrolet   | 206  | 29    |
| 9                        | 11 | Denny Hamlin           | Joe Gibbs Racing         | Toyota      | 206  | 29    |
| 10                       | 77 | Carson Hochevar (R)    | Spire Motorsports        | Chevrolet   | 206  | 27    |
| 11                       | 41 | Ryan Preece            | Stewart–Haas Racing      | Ford        | 206  | 26    |
| 12                       | 10 | Noah Gragson           | Stewart–Haas Racing      | Ford        | 206  | 25    |
| 13                       | 47 | Ricky Stenhouse Jr.    | JTG Daugherty Racing     | Chevrolet   | 206  | 24    |
| 14                       | 21 | Harrison Burton        | Wood Brothers Racing     | Ford        | 206  | 23    |
| 15                       | 9  | Chase Elliott          | Hendrick Motorsports     | Chevrolet   | 206  | 31    |
| 16                       | 43 | Erik Jones             | Legacy Motor Club        | Toyota      | 206  | 24    |
| 17                       | 3  | Austin Dillon          | Richard Childress Racing | Chevrolet   | 206  | 26    |
| 18                       | 12 | Ryan Blaney            | Team Penske              | Ford        | 206  | 30    |
| 19                       | 34 | Michael McDowell       | Front Row Motorsports    | Ford        | 206  | 18    |
| 20                       | 51 | Justin Haley           | Rick Ware Racing         | Ford        | 206  | 17    |
| 21                       | 15 | Riley Herbst (i)       | Rick Ware Racing         | Ford        | 206  | 18    |
| 22                       | 4  | Josh Berry (R)         | Stewart–Haas Racing      | Ford        | 206  | 15    |
| 23                       | 31 | Daniel Hemric          | Kaulig Racing            | Chevrolet   | 206  | 14    |
| 24                       | 19 | Martin Truex Jr.       | Joe Gibbs Racing         | Toyota      | 206  | 20    |
| 25                       | 1  | Ross Chastain          | Trackhouse Racing        | Chevrolet   | 205  | 22    |
| 26                       | 23 | Bubba Wallace          | 23XI Racing              | Toyota      | 205  | 18    |
| 27                       | 48 | Alex Bowman            | Hendrick Motorsports     | Chevrolet   | 205  | 12    |
| 28                       | 2  | Austin Cindric         | Team Penske              | Ford        | 204  | 9     |
| 29                       | 42 | John Hunter Nemechek   | Legacy Motor Club        | Toyota      | 202  | 8     |
| 30                       | 16 | A. J. Allmendinger (i) | Kaulig Racing            | Chevrolet   | 200  | 0     |
| 31                       | 14 | Chase Briscoe          | Stewart–Haas Racing      | Ford        | 157  | 6     |
| 32                       | 7  | Corey LaJoie           | Spire Motorsports        | Chevrolet   | 135  | 5     |
| 33                       | 22 | Joey Logano            | Team Penske              | Ford        | 117  | 4     |
| 34                       | 5  | Kyle Larson            | Hendrick Motorsports     | Chevrolet   | 115  | 3     |
| 35                       | 20 | Christopher Bell       | Joe Gibbs Racing         | Toyota      | 115  | 2     |
| 36                       | 38 | Todd Gilliland         | Front Row Motorsports    | Ford        | 114  | 1     |
| Risultati ufficiali gara |    |                        |                          |             |      |       |

### Statistiche della gara
Fonte: Janski's
- Cambiamenti 1ª posizione: 26 (16 piloti)
- Cautions/Giri: 7 (41 giri)
- Bandiere rosse: 1 (17 ore, 15 minuti e 18 secondi)
- Tempo di gara: 3 ore, 2 minuti e 12 secondi
- Velocità media: 135.675 mph
- Tyler Reddick ha ottenuto la sua 2ª vittoria stagionale e la 7ª in carriera in 170 gare da lui disputate nelle Cup Series. Inoltre è stata la sua 17ª Top-10 in stagione, nonché la sua prima vittoria nel Michigan International Speedway (in 6 gare disputate su questo circuito).
- William Byron (secondo) ha ottenuto la sua 13ª Top-10 in stagione, nonché la sua 3ª Top-10 nel Michigan International Speedway (in 10 gare).
- Ty Gibbs (terzo) ha messo a segno la sua 2ª Top-10 nel Michigan International Speedway (in 3 gare).
- Zane Smith (settimo) è stato il rookie ad aver ottenuto il miglior piazzamento.

## Classifica dopo la gara

### Classifica piloti
| Pos                         |    | Pilota           | Punti      |
| --------------------------- | -- | ---------------- | ---------- |
| 1                           | +1 | Tyler Reddick    | 814        |
| 2                           | +1 | Chase Elliott    | 804 (–10)  |
| 3                           | +1 | Denny Hamlin     | 786 (–28)  |
| 4                           | -4 | Kyle Larson      | 782 (–32)  |
| 5                           |    | Ryan Blaney      | 732 (–82)  |
| 6                           | +1 | William Byron    | 728 (–86)  |
| 7                           | -1 | Christopher Bell | 728 (–86)  |
| 8                           |    | Martin Truex Jr. | 682 (–132) |
| 9                           |    | Brad Keselowski  | 677 (–137) |
| 10                          | +1 | Ty Gibbs         | 644 (–170) |
| 11                          | -1 | Alex Bowman      | 627 (–187) |
| 12                          | +1 | Chris Buescher   | 621 (–193) |
| 13                          | +1 | Ross Chastain    | 606 (–208) |
| 14                          | -2 | Bubba Wallace    | 605 (–209) |
| 15                          |    | Joey Logano      | 561 (–253) |
| 16                          |    | Daniel Suárez    | 526 (–288) |
| Classifica piloti ufficiale |    |                  |            |

Legenda
      Piloti già qualificati ai playoffs.
Note
Solo le prime 16 posizioni sono incluse per la classifica piloti.

### Classifica costruttori
| Pos |  | Costruttore | Punti     |
| --- |  | ----------- | --------- |
| 1   |  | Chevrolet   | 874       |
| 2   |  | Toyota      | 861 (–13) |
| 3   |  | Ford        | 828 (–46) |